# Railleu
Railleu är en kommun i departementet Pyrénées-Orientales i regionen Occitanien i södra Frankrike. Kommunen ligger i kantonen Olette som tillhör arrondissementet Prades. År 2022 hade Railleu 23 invånare.

## Befolkningsutveckling
Antalet invånare i kommunen Railleu
| Referens: INSEE |